# قاسم الأعرجي
قاسم الاعرجي (1384ه‍/ 1964م)، سياسي عراقي، تولى منصب وزير الداخلية العراقية إبّان حكومة حيدر العبادي، وكان عضوًا بارزًا في منظمة بدر. بعد سقوط نظام صدام حسين شغل عدة مناصب في الحكومة المحلية حيث كان مُمثلاً لأهالي محافظة واسط. يتولى الأعرجي منذ تموز 2020 منصب مستشار الأمن الوطني العراقي في حكومة مصطفى الكاظمي.

## حياته
ولد سنة 1964 في قضاء الكوت ضمن محافظة واسط، أتم دراسته الابتدائية في المدرسة الغربية وأنهاها في اعدادية الكوت للبنين عام 1982، ذهب إلى الجمهورية الإسلامية الإيرانية عند نهاية حرب الخليج الأولى لينخرط في صفوف فيلق بدر، ليكون تلميذاً أحمد الخفاجي حيث تعلم منه شتى علوم الحرب والاستخبارات ودرس جنباً إلى جنب مع شخصيات بارزة تعمل في قيادة الحشد الشعبي ومنظمة بدر مثل أبو مهدي المهندس وهادي العامري، وتأثر كثيراً بأفكار أحمد الخفاجي، فيما بعد درس في جامعة آية الله مطهري ليحصل على بكالوريوس محاسبة، بعد ذٰلك تسلم عدة مسؤوليات في قيادة الفيلق.
التحق بصفوف المعارضة العراقية في نهاية حرب الخليج الأولى ليدرس عند أحمد الخفاجي هو وعدد كبير من قيادات منظمة بدر والحشد الشعبي البارزين مثل هادي العامري وأبو مهدي المهندس ليتلقوا العديد من الدورات العسكرية والاستخبارية من قبله، عاد إلى بغداد قادما من السليمانية في 2003/4/11، اعتقل من قبل القوات الأمريكية بتاريخ 2003/4/17 في مدينة الكاظمية، وتم إطلاق سراحه بتاريخ 13 تموز 2003 من معسكر بوكا في البصرة، اعتقل مرة ثانية في 2007/1/17 وأطلق سراحه بعد 23 شهرًا من الاعتقال.
بعد سقوط الحكومة العراقية عام 2003 على يد قوات الولايات المتحدة الأمريكية أصبح عضواً في مجلس محافظة البصرة،[هل المصدر موثوق به؟] فيما بعد اعتقل من قبل القوات الأمريكية في مدينة الكاظمية في بغداد مع 70 شخصا من منظمة بدر لمدة ثلاثة أشهر في معسكر بوكا في محافظة البصرة، قبل ان يطلق سراحه، واصل العمل السياسي والاجتماعي من خلال مجلس محافظة واسط، حيث أصبح عضوا منتخباً فيه واستمرت عضويتيه، إلى أن تجددت عضويته في انتخابات عام 2005 ليشغل منصب مسؤول اللجنة الأمنية في المحافظة، وبتاريخ 2007/1/16 تم اعتقاله من قبل القوات الأمريكية مُجدداً من داخل مبنى مجلس محافظة واسط وبقي لمدة 23 شهراً وبعدها تم اطلاق سراحه، وأصبح عام 2010 نائباً في مجلس النواب العراقي عن محافظة واسط، ليصبح عضواً في لجنة الأمن والدفاع النيابية، ورئيسا لكتلة بدر النيابية المنضوية تحت ائتلاف دولة القانون.
لم تمضي سوى أربعة أشهر وأغتيل أحمد الخفاجي، كان الأعرجي من اشد المدافعين عن الحشد الشعبي ومناهضاً لمنتقديه، وقد اتفقت الكُتل السياسية لاختياره رئيس كتلة بدر النيابية لتولي مسؤولية وزارة الداخلية (العراق) بدلا من الوزير المستقيل محمد الغبان عام 2016/1/29.

## المناصب التي تسلمها
1. آمرية فوج قتالي ولمدة 9 سنوات.
2. مسؤولية الاستخبارات فرقة الامام (ع).
3. قيادة بعض مجاميع عمل الداخل.
4. عضو في مجلس محافظة واسط سنة 2004، رئيس اللجنة الأمنية في مجلس محافظة واسط سنة 2004.
5. رئيس اللجنة الأمنية في مجلس محافظة واسط.
6. عضو مجلس النواب بدورته الثانية ضمن قائمة الائتلاف الوطني العراقي عن منظمة بدر سنة 2010 بعد حصوله على أعلى الأصوات في عموم محافظة واسط.
7. عضو مجلس النواب بدورته الثالثة ضمن ائتلاف دولة القانون عن منظمة بدر بعد حصوله على أعلى الأصوات في عموم محافظة واسط، رئيس كتلة بدر النيابية في مجلس النواب للدورة السابقة والحالية.[16]
8. وزير الداخلية (العراق)
9. مستشار الأمن القومي العراقي.[17][18]